# 巴西叉鰾石首魚
巴西叉鰾石首魚為輻鰭魚綱鱸形目鱸亞目石首魚科的其中一種，分布西南大西洋的巴西海域，體長可達14.5公分，棲息在沿海海域。